# Däniken
Däniken ist eine politische Gemeinde im Bezirk Olten des Kantons Solothurn in der Schweiz.
Sie ist nicht zu verwechseln mit der Zürcher Gemeinde Dänikon, der Baselbieter Gemeinde Tenniken und dem thurgauischen Tänikon.

## Geographie

Luftbild aus 1500 m von Walter Mittelholzer (1923)

Däniken liegt im solothurnischen Niederamt, zwischen der aargauischen Kantonshauptstadt Aarau und dem verkehrstechnischen Knotenpunkt Olten. Die Städte Olten und Aarau liegen ca. 7 bis 8 km von Däniken entfernt. Mit umliegender Hügellandschaft, dem reizvollen Aareufer und dem nahegelegenen Jura bietet es einen breiten, gesunden Erholungsraum.
Die Gemeinde Däniken misst 543 Hektar, davon sind rund ein Drittel Wald. Nachbargemeinden sind Niedergösgen, Obergösgen, Dulliken, Walterswil SO und Gretzenbach. Der Bahnhof liegt 382 Meter über Meer, der höchste Punkt (610 Meter) befindet sich im Waldgebiet gegen den Engelberg, im südwestlichen Grenzbereich.

## Geschichte
Ein Grossteil des Däniker Gemeindegebietes wurde allgemein sehr stark durch die Aare geprägt. Der unstete Lauf der Aare war Ursache ungezählter Überschwemmungen und damit dauernder Umgestalter der Tallandschaft. Die Anhöhen waren mit mächtigen Wäldern bedeckt. Dort siedelten sich die ersten Bewohner an, rodeten und urbanisierten das Land.
Die alemannische Siedlung wurde erstmals 1273 als Tennikon urkundlich erwähnt, ist aber bedeutend älter. In dem aus Kleinbauernhöfen bestehenden Ort herrschten Weidbetrieb und Viehzucht vor, dazu kam etwas Getreideanbau. Die Bauern haben damals für den Eigenbedarf und die Zehntenpflicht gearbeitet und angepflanzt. Im Verlaufe der Zeit siedelte sich in den Dörfern des Aarelaufs auch etwas Handwerk an, das im Mittelalter nur in der Stadt ausgeübt werden durfte. Das Dorf Däniken ist aufgrund seiner Geschichte aus Weilern und Quartieren herangewachsen, ohne dass dabei je ein historisches Zentrum entstand. Als eigentliches Dorfzentrum gilt heute das Erlimattgebiet mit Gemeindehaus, Mehrzweckhalle, Feuerwehrhaus, Kindergarten, dem neu erstellten Werkhof mit Integration des ehemaligen Henzmannhauses samt neuem Kinderspielplatz und dem Kürze-Einkaufszentrum.

## Bevölkerung
| Ortsbürger - 2011: 279 - 2010: 271 - 2008: 254 - 2007: 231 - 2006: 230 - 2005: 238 - 2004: 215 - 2003: 219 - 2002: 214 | Haushaltungen - 2011: 1223 - 2008: 1172 - 2007: 1168 - 2003: 1268 - 2002: 1199 | Ausländeranteil - 2011: 17.51 % - 2010: 16.86 % - 2008: 17.4 % - 2007: 18.4 % - 2006: 18.2 % - 2005: 18.7 % - 2004: 18.6 % - 2003: 19.3 % - 2002: 18.5 % |

Bevölkerungsentwicklung
| - 1870: 635 - 1950: 1'286 - 1970: 1'960 - 1990: 2'481 - 1995: 2'649 - 2000: 2'664 | - 2001: 2'692 - 2002: 2'697 - 2003: 2'762 - 2004: 2'747 - 2005: 2'763 - 2006: 2'719 | - 2007: 2'747 - 2008: 2'712 - 2009: 2'705 - 2010: 2'692 - 2011: 2'759 |

Religionen – Konfessionen
| Konfession             | 2011 | 2008 | 2005 | 2003 |
| ---------------------- | ---- | ---- | ---- | ---- |
| evangelisch-reformiert | 704  | 773  | 809  | 850  |
| römisch-katholisch     | 860  | 890  | 923  | 961  |
| christkatholisch       | 17   | 21   | 23   | 27   |
| konfessionslos         | 774  | 648  | 605  | 510  |
| Übrige                 | 404  | 380  | 414  | 403  |

## Steuerfuss
Gemeinde
- Däniken (Natürliche Personen) 2001–2006 93 % seit 2007 77 %
- Däniken (Juristische Personen) 2001–2006 123 % seit 2007 50 %

## Behörden

### Politische Gemeinde
Dank den Steuerzahlungen des Kernkraftwerks Gösgen gehört Däniken nicht nur zu den steuergünstigsten Gemeinden des Kantons Solothurn, sondern verfügt auch in jeder Beziehung über optimale Gemeinde-Infrastrukturen (Schule, Verwaltung, Sport- und Freizeitanlagen usw.).
- SP: 1
- CVP: 1
- FDP: 3
- SVP: 2

#### Ortsparteien
In der Gemeinde aktive Parteien:
- SP-Grüne Däniken (SP und Grüne)
- PD Pro Däniken
- CVP Christlichdemokratische Volkspartei
- FDP Freisinnig-Demokratische Partei
- SVP Schweizerische Volkspartei

Im Gemeinderat vertreten sind in der Amtsperiode 2021–2025:
3 FDP, 1 CVP, 2 SVP, 1 SP-Grüne

## Wirtschaft
In Däniken haben wichtige Industriebetriebe ihren Standort:
- Kernkraftwerk Gösgen (Standortgemeinde Däniken)
- Studer Cables AG (Draht- und Kabelwerk)
- Synergy Health Däniken AG (Produkteveredelung, Sterilisation)
- e+h Services AG (Einkaufs- und Marketingorganisation für Haushalt- und Eisenwarenfachhandel)
- saltech AG[5] (Munitionsproduktion)[6][7]
- Winoil AG (chemisch-technische Produkte)
- Galliker Transport AG
- Müller-Steinag / Favre Betonwaren AG
- Epos Verzinkerei AG

1977 eröffnete die PTT (Post-, Telefon- und Telegrafenbetriebe) ein Postzentrum. Nachdem dieses geschlossen wurde, hat 2010 die Tobler AG, welche 2017 mit der Walter-Meier AG zur Meier Tobler AG fusionierte, den Standort übernommen. 2020 wurde das Grundstück an die Varia Swiss Realtech Properties AG verkauft, Planzer Transport wird ab 2023/24 zur neuen Mieterin.

### Verkehr
Die Städte Olten und Aarau liegen ca. 7 bis 8 km von Däniken entfernt. Die beiden nächstgelegenen Autobahnanschlüsse zur A1 (Bern-Zürich) können innerhalb 15 Minuten erreicht werden.

### Regionalverkehr
Däniken ist nur durch eine Bahnstation, an der SBB-Hauptlinie Bern-Zürich, durch den öffentlichen Verkehr erschlossen. Die Städte Olten und Aarau sind im Halbstundentakt erreichbar. Am Wochenende verkehrt ein Nachtzug nach Olten und Zürich.
- S 23 Langenthal – Olten – Aarau – Lenzburg – Brugg – Baden
- S 26 Olten – Aarau/Lenzburg – Wohlen – Muri – Rotkreuz
- SN11 Olten – Aarau – Mellingen Heitersberg – Dietikon – Zürich HB – Stettbach – Winterthur

### Nahverkehr
An Werktagen verkehrt ein Bus, welcher das Dorf mit dem Bahnhof verbindet. Beide Busse sind nur an den Hauptverkehrszeiten unterwegs Mo–Fr. Am Wochenende verkehr ein Nachtbus nach Olten sowie Schönenwerd.
- 580 Däniken Bhf – Allmend – Däniken Bhf
- 581 Däniken Bhf – Industrie – Däniken Bahnhof
- N23 Schönenwerd Bahnhof – Gretzenbach – Däniken Post – Dulliken – Olten

## Sehenswürdigkeiten

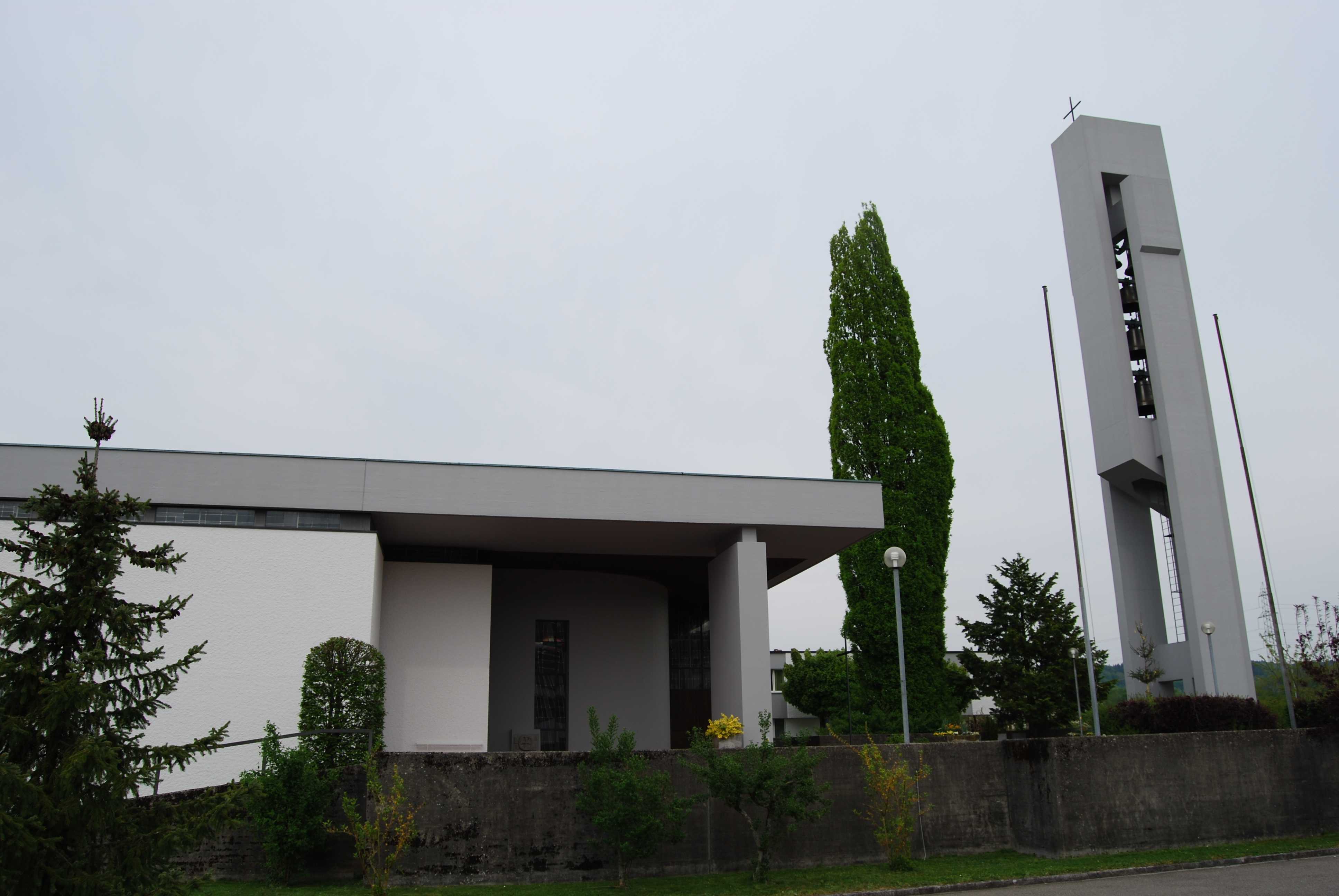
Katholische Kirche Däniken
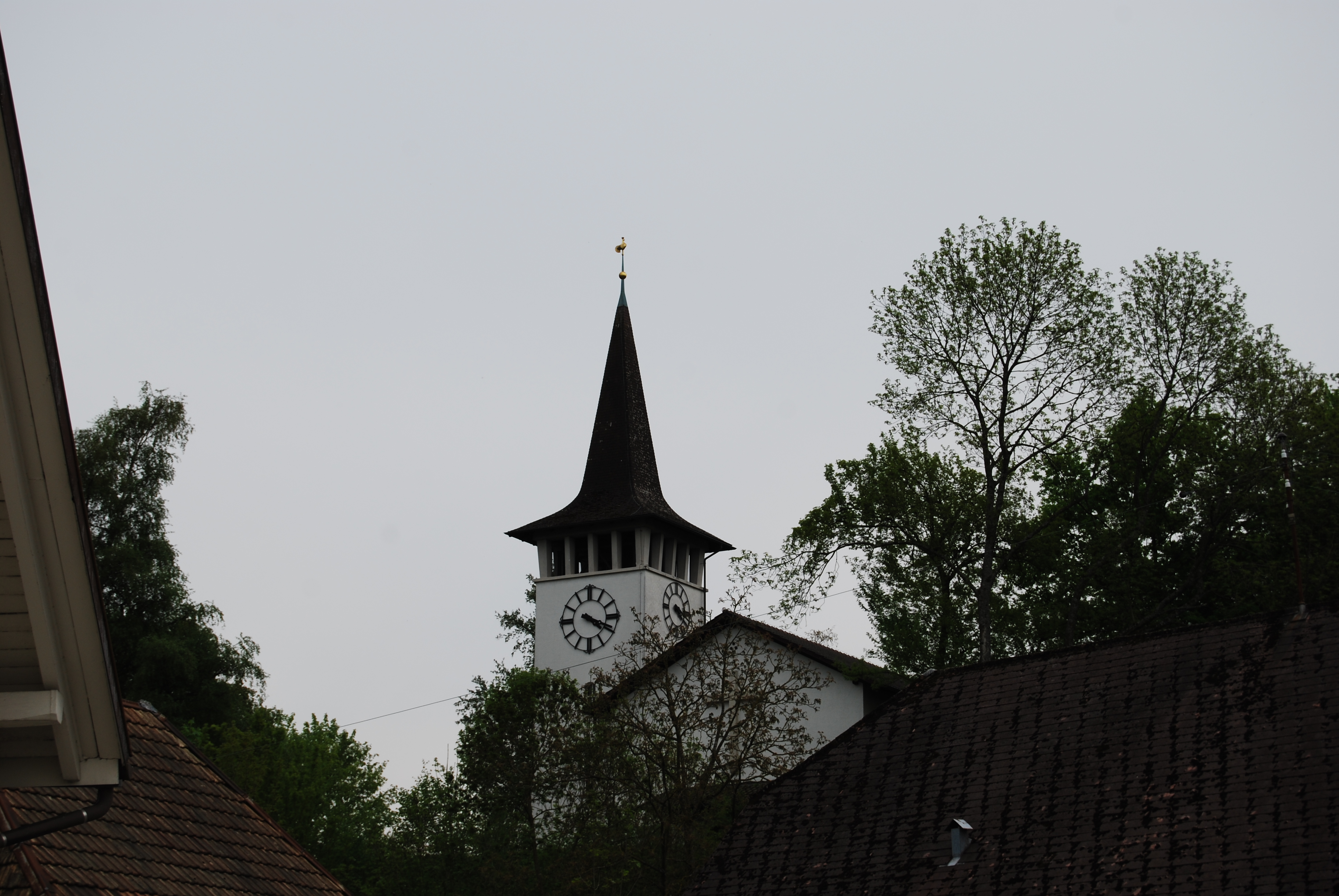
Reformierte Kirche
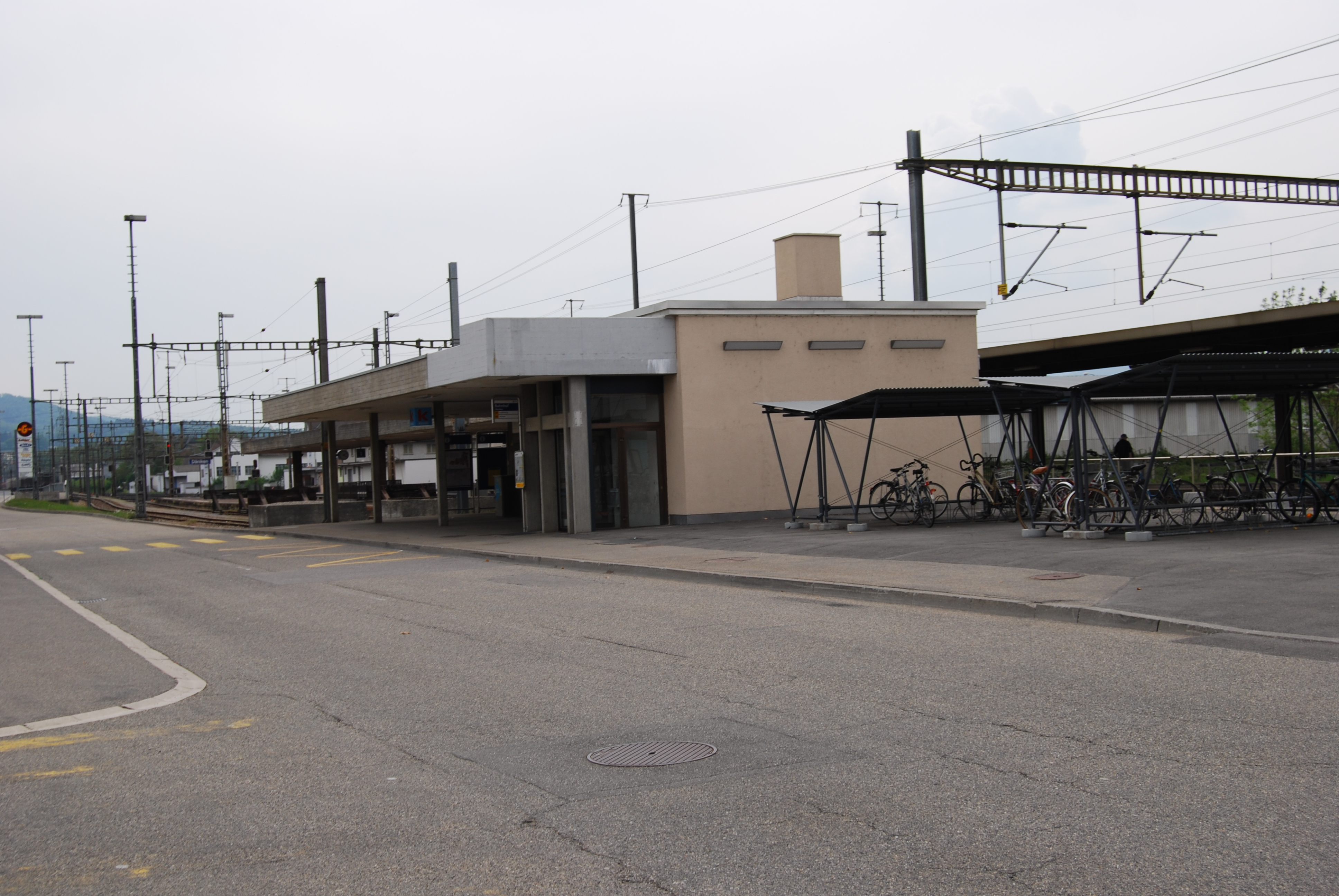
Bahnhof Däniken
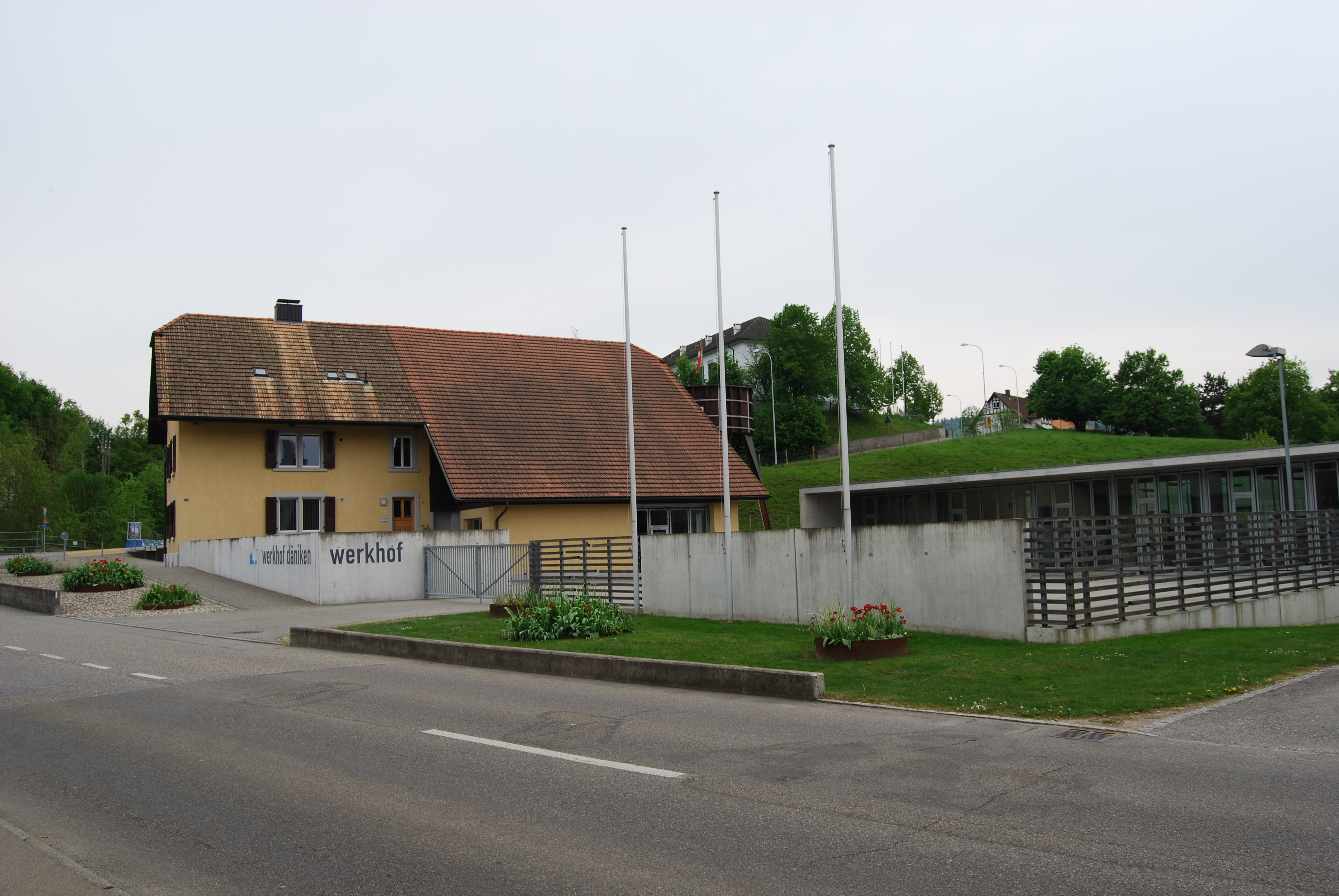
Gemeindewerkhof

## Wappen
Das Dorfwappen zeigt einen weissen (Heraldik: silbernen) Spaten auf blauem Hintergrund. Dieser Spaten stellt eine Pflugschar dar, wie sie im Mittelalter gebraucht wurde.

## Persönlichkeiten
- Gottfried Schenker (1842–1901), Unternehmer
- Toni Gräser (1933–2022), Radrennfahrer
- Lukas Schenker (* 1937), Benediktiner und Historiker
- Susanne Schaffner (* 1962), Gemeinderätin, Kantonsrätin und Regierungsrätin (SP)